# 1574 в Україні
1574 в Україні — це перелік головних подій, що відбулись у 1574 році на території сучасних українських земель. Також подано список відомих осіб, що народилися та померли в 1574 році. Крім того, зібрано список пам'ятних дат та ювілеїв 1574 року.

## Події

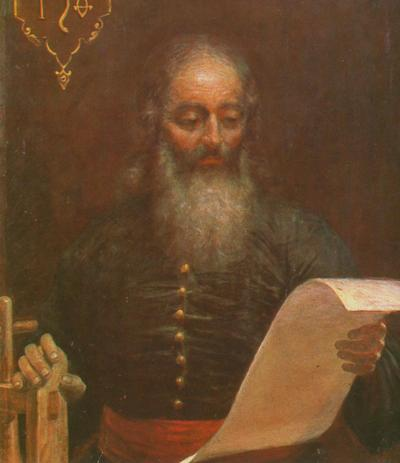
портрет першодрукаря Івана Федорова

- 24 лютого — один із перших українських друкарів Іван Федоров у Львові випустив нове видання: «Апостол»[1][2].
- Козаки на чолі з низовим гетьманом Іваном Свирговським взяли участь у турецько-молдавській війні, зокрема в травні гетьман Свирговський, орудуючи козацькими та молдавськими військами, взяв Бухарест. Однак молдавсько-козацьке військо зазнало поразки, молдавського господаря Івана Воде Лютого страчено[3].

## Особи

### Народились
- Митрополи́т Йо́сиф Велями́н-Ру́тський (у світі Іва́н Велями́н-Рутський, пол. Józef Weliamin Rucki[4] herbu Bukraba-Szeliga — єпископ Руської унійної церкви, з 1613 року — 3-ій Митрополит Київський, Галицький та всієї Руси — предстоятель Руської унійної церкви. (пом. 1637).
- Юрій Збаразький гербу Корибут[5], Краків) — руський князь, військовий та державний діяч Речі Посполитої, меценат. Останній з роду князів Збаразьких. (пом. 1631).

### Померли

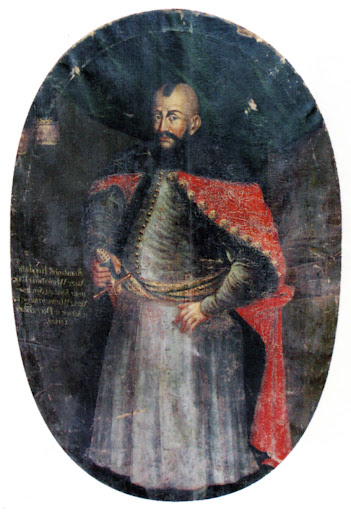

- Костянтин Корибут-Вишневецький — руський (український) магнат, князь гербу Корибут, староста житомирський у 1571—1574 роках.
- Олександр Ванько Лагодовський — український (руський) шляхтич зі стародавнього українського роду Лагодовських, урядник, володар Винників при кінці 1560-х — початку 1570-х років, ктитор Унівського монастиря з 1549 по 1574 рік. (нар. в 1525).

## Засновані, створені
- Перша згадка про село Жеребки (нині Підволочиського району Тернопільської області)
- Перша згадка про село Поділля (нині Підволочиського району Тернопільської області)

## Видання, твори

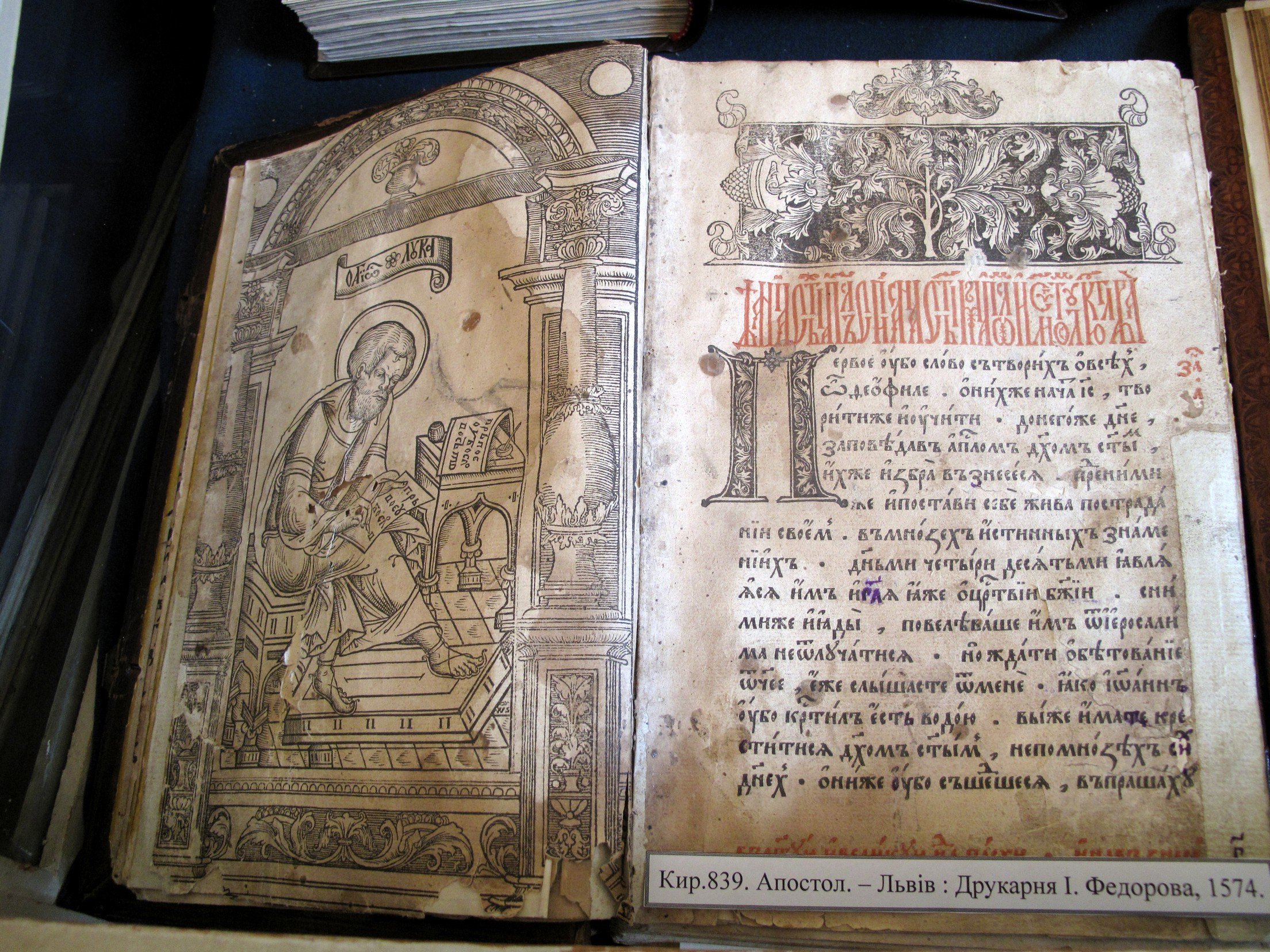
«Апостол», 1574 рік з НБУВ

- випуск видання «Апостол» українського друкаря Івана Федорова у Львові[1][2].

## Пам'ятні дати та ювілеї
- 700 років з часу (874 рік):
  - другого походу князя Аскольда до Константинополя: було укладено мирну русько-грецьку угоду без облоги столиці Візантійської імперії[6][7]
- 550 років з часу (1024 рік):
  - жовтень — Листвинської битви між найманцями-варягами великого князя київського Ярослава Мудрого та чернігівсько-тмутороканською дружиною його брата князя Мстислава Володимировича Хороброго в якій переміг Мстислав та зберіг владу в Чернігівських землях[8].
- 475 років з часу (1099 рік):
  - битви в урочищі Рожне Поле (поблизу нинішнього міста Золочева Львівської області) в ході міжусобної війни на Русі в 1097—1100 роках, коли об'єднана галицька дружина Володаря та Василька Ростиславичів здобула перемогу над військом київського князя Святополка Ізяславича, поклавши край претензіям Києва на галицькі землі[9].
- 450 років з часу (1124 рік):
  - поділу Галичини між князями Васильковичами, з роду Василька Ростиславича, та Володаревичами.
- 425 років з часу (1149 рік):
  - захоплення Києва суздальським князем Юрієм Довгоруким[10][11][12] у ході міжусобної війни на Русі 1146—1154 років[13][14].
- 400 років з часу (1174 рік):
  - зайняття київського престолу смоленським князем Романом Ростиславичем[15], обіймав до 1176 року.
- 375 років з часу (1199 рік):

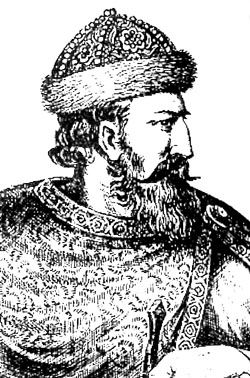
Засновник єдиного Галицько-Волинського князівства волинський князь Роман Мстиславович Великий

- - об'єднання волинським князем Романом Мстиславовичем Великим Галицької і Волинської земель і утворення єдиного Галицько-Волинського князівства[16].
- 300 років з часу (1249 рік):

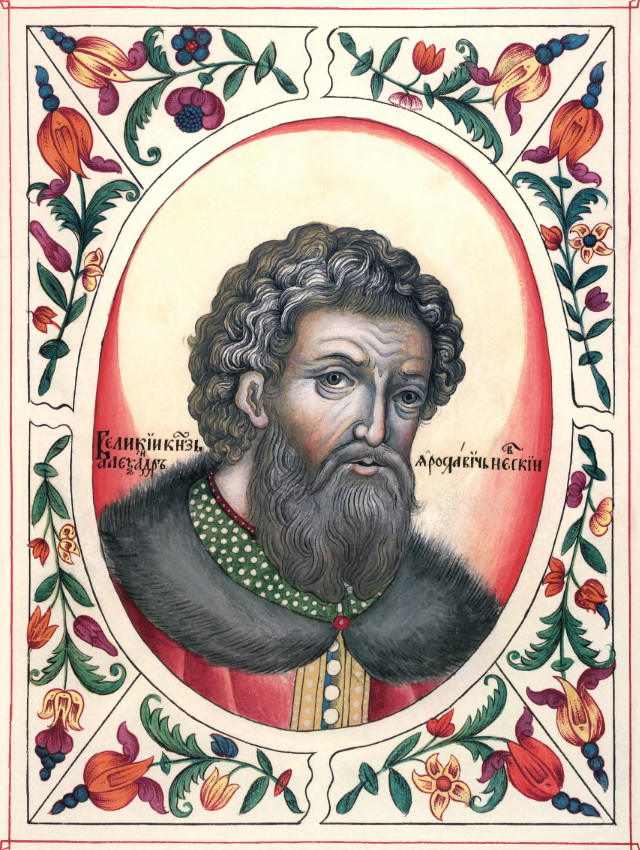
Великий князь київський Олександр Невський в 1574—1263 роках

- - отримання у Золотій Орді ярлика на княжіння в Києві князя новгородського Олександра Ярославовича Невського — Великого Князя Київського (до 1263 року)[17].
- 275 років з часу (1299 рік):
  - перенесення митрополитом Київський Максимом митрополію з Києва у місто Владимир на Клязьмі[18].
- 250 років з часу (1324 рік):
  - битви на річці Ірпінь між литовсько-руською армією Великого князя Литовського Гедиміна та дружиною Київського князівства під проводом київського князя Станіслава, що був васалом Золотої Орди. Здобувши перемогу, Гедимін призначив намісником Київського князівства Міндовга, князя Гольшанського, і приєднав до Великого князівства Литовського Київське, Волинське та Сіверське князівства[19].

- 225 років з часу (1349 рік):

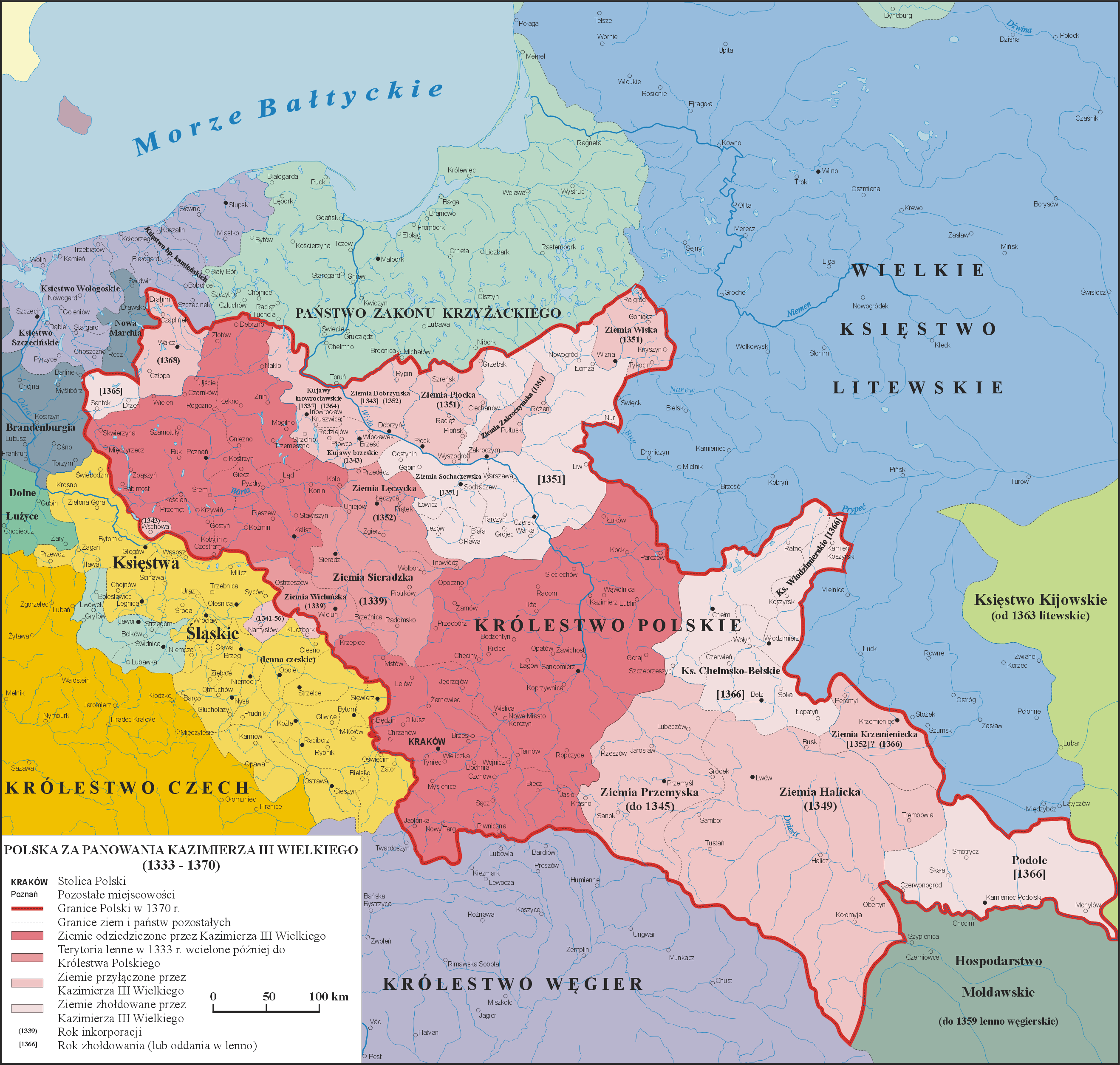
Володіння Короля Казимира. Червоним на карті позначено Королівство Польща, а білим карті позначено Королівство Русь

  - захоплення більшої частини Галичини зі Львовом включно і Волині польським королем Казимиром III Великим за підтримки Чехії та Угорщини, які по його смерті стали спадковими землями угорських монархів, котрі до початку XX століття титулувались королями Галичини та Володимирії[20].

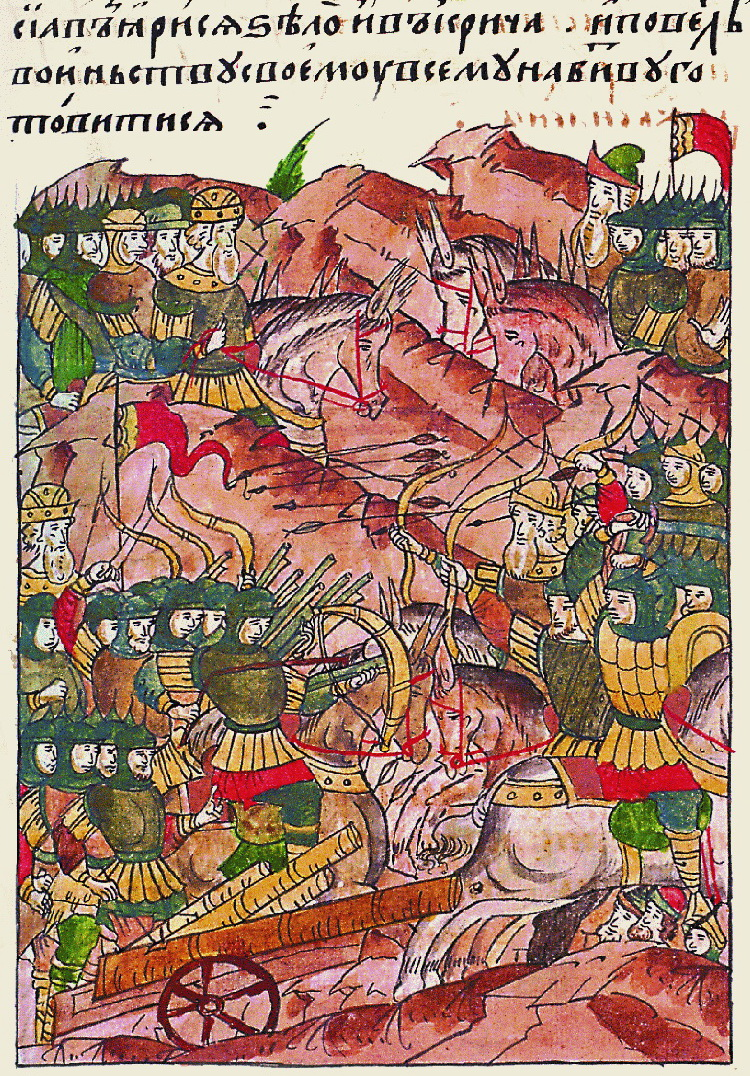
Битва на Ворсклі. Лицевий літописний звід

- 175 років з часу (1399 рік):

- - 12 серпня — битви на річці Ворсклі, коли війська Золотої Орди під командуванням Едигея розгромили литовсько-русько-монгольсько-тевтонське військо Великого князя литовського Вітовта, котрий виступив на підтримку скинутого монгольського хана Тохтамиша[21].
- 125 років з часу (1449 рік):

Прапор Кримського ханату

- - заснування Кри́мського ха́нства (ханату)[22][23] (крим. Qırım Hanlığı, قريم خانلغى‎), самоназва — Кримський престол[22] (крим. Taht-i Qırım ve Deşt-i Qıpçaq, Та́хт-і Крим вє Де́шт-і Кипча́к на чолі якого стояла станово-представницька історична кримськотатарська династія Ґераїв.

### Міст, установ та організацій
- 675 років з часу (899 рік):
  - заснування поселення Лтава, відомого зараз як місто Полтава[24][25]
- 400 років з часу (1174 рік):
  - 12 липня — першої письмової згадки про місто Полтава[26], коли в Іпатіївському літописі було описано укріплення на ріці Лтаві[27].
- 250 років з часу (1324 рік):
  - надання Магдебурзького права місту Володимиру.
- 25 років з часу (1549 рік):
  - надання Магдебурзького права місту Калушу.
  - перших письмових згадок про села Буданів (Теребовлянський район), Звиняч (Чортківський район) на сучасній Тернопільщині.

### Видатних особистостей

#### Народження
- 550 років з часу (1024 рік):

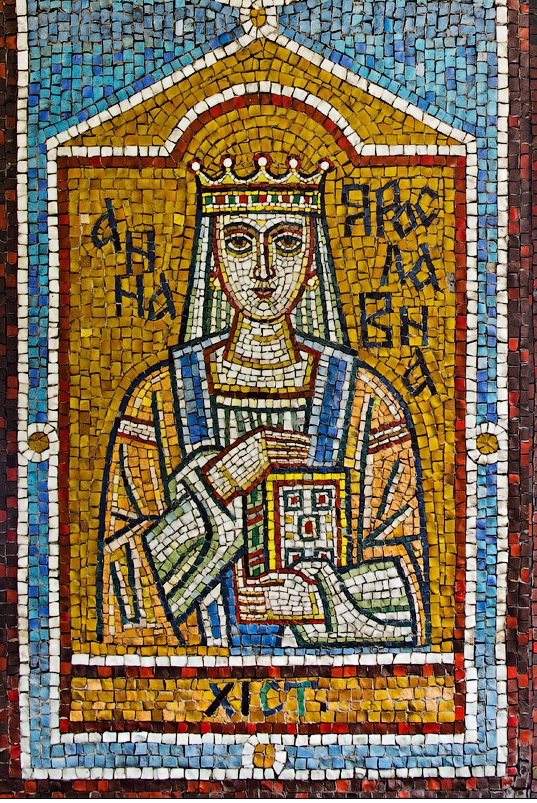
донька князя Ярослава Мудрого Анна Ярославна (1024—1079)

  - народження Анни Ярославни — королеви Франції (1051—1060 рр.); доньки князя Ярослава Мудрого і шведської принцеси Інгігерди, другої дружини французького короля Генріха I Капета. (пом.. 1079)[28].
  - народження Ізясла́ва Яросла́вича — Великого князя київського (1054—1068, 1069—1073, 1077—1078)[22]. Зять польського короля Мешка ІІ (з 1043)[22]. (пом.. 1078).
- 150 років з часу (1424 рік):
  - 31 жовтня — Владислава III Варненчика (пол. Władysław III Warneńczyk) — король польський (з 1434), король угорський як Уласло I (угор. I. Ulászló, з 1440), володар та спадкоємець Русі (Галицько-Волинського князівства)[29]. (пом.. 1444)
- 100 років з часу (1474 рік):
  - Павла Русина — українського та польського поета і мислителя доби Відродження[30]. (пом.. 1517).

#### Смерті
- 525 років з часу (1049 рік):
  - смерті Феопемпта — Митрополита Київського і всієї Русі.
- 500 років з часу (1074 рік):

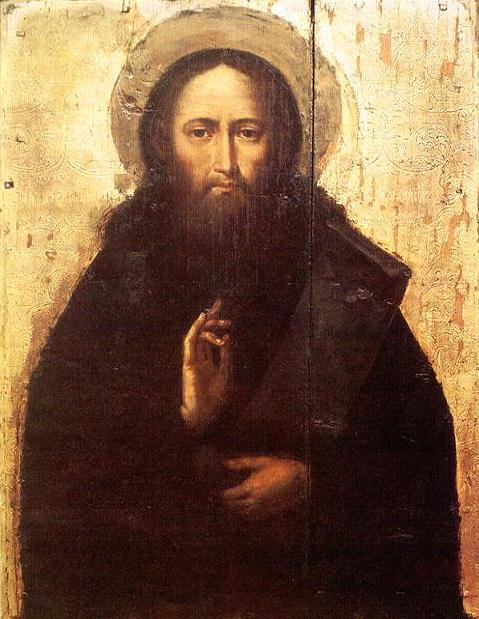
Ікона Феодосія Печерського

- - смерті Анастасії Ярославни — королеви Угорщини (1046—1061 рр.), дружини короля Андрія I; донька Ярослава Мудрого та Інгігерди. (нар.. 1023).
  - 3 травня — смерті Феодосія Печерського — ігумена Києво-Печерського монастиря, одного з основоположників чернецтва на Русі. (нар.. бл. 1009).
- 475 років з часу (1099 рік):
  - 12 червня — смерті Мстислава (Мстиславця) Святополковича — князя володимирського, ймовірно старшого сина Великого князя київського Святополка Ізяславича"[31].
- 450 років з часу (1124 рік):
  - 28 лютого — смерті Василька Ростиславича[32]) — теребовлянського князя, який разом з братами Рюриком та Володарем — один із засновників незалежного Галицького князівства. (нар.. бл. 1066).
  - 19 березня — смерті Волода́ра Ростиславича — князя звенигородського (1085—1574) та перемиського (1092—1574) з династії Рюриковичів.
- 375 років з часу (1199 рік):
  - смерті Володимира Ярославича — галицького князя, останнього з гілки роду — Ростиславичів галицьких. (нар.. бл. 1151).
  - смерті Ярослава Мстиславича (Красного) — князя переяславського (1187—1574), сина князя Мстислава Юрійовича і онука Юрія Долгорукого.
  - 25 грудня — смерті Ілони Угорської — угорської принцеси з династії Арпадів, доньки короля Угорщини Гези II та київської княжни Єфросинії Мстиславівни. (нар.. бл. 1145).
- 325 років з часу (1249 рік):
  - смерті Агапіта I — церковного діяча часів занепаду Великого князівства Київського, архімандрита Києво-Печерського монастиря.
- 50 років з часу (1524 рік):
  - смерті Гази́ I Ґера́я (крим. I Ğazı Geray, ١ غازى كراى‎) — кримського хана у 1523—1574 роках із династії Ґераїв. (нар.. 1504)[33].
- 25 років з часу (1549 рік):
  - смерті Мака́рія Туча́пського — намісника митрополита Київського, Галицького та всієї Руси в Галичині (1535—1539), першого (по відновленні Галицької єпархії) православного єпископа львівського (з 1539 року)[34].